# بتل‌شیپ کلاس ناگاتا
بتل‌شیپ کلاس ناگاتا (به انگلیسی: Nagato-class battleship) یک کلاس از کشتی است که طول آن ۲۱۵٫۸ متر (۷۰۸ فوت ۰ اینچ) می‌باشد.